# Kanik
Le Kanik (en tchèque : Prácheňský káník) est une race de pigeon domestique tchèque, appartenant au groupe des pigeons de forme.

## Origines
Le Kanik est une race jeune, originaire de la région de Prácheňsko, dans la Bohême-du-Sud en Tchéquie. Au début du XXe siècle, des éleveurs décident de faire homologuer la race. Un travail de sélection et d'amélioration en croisant avec des Poules hongrois permet son enregistrement au standard tchèque en 1932.

## Description

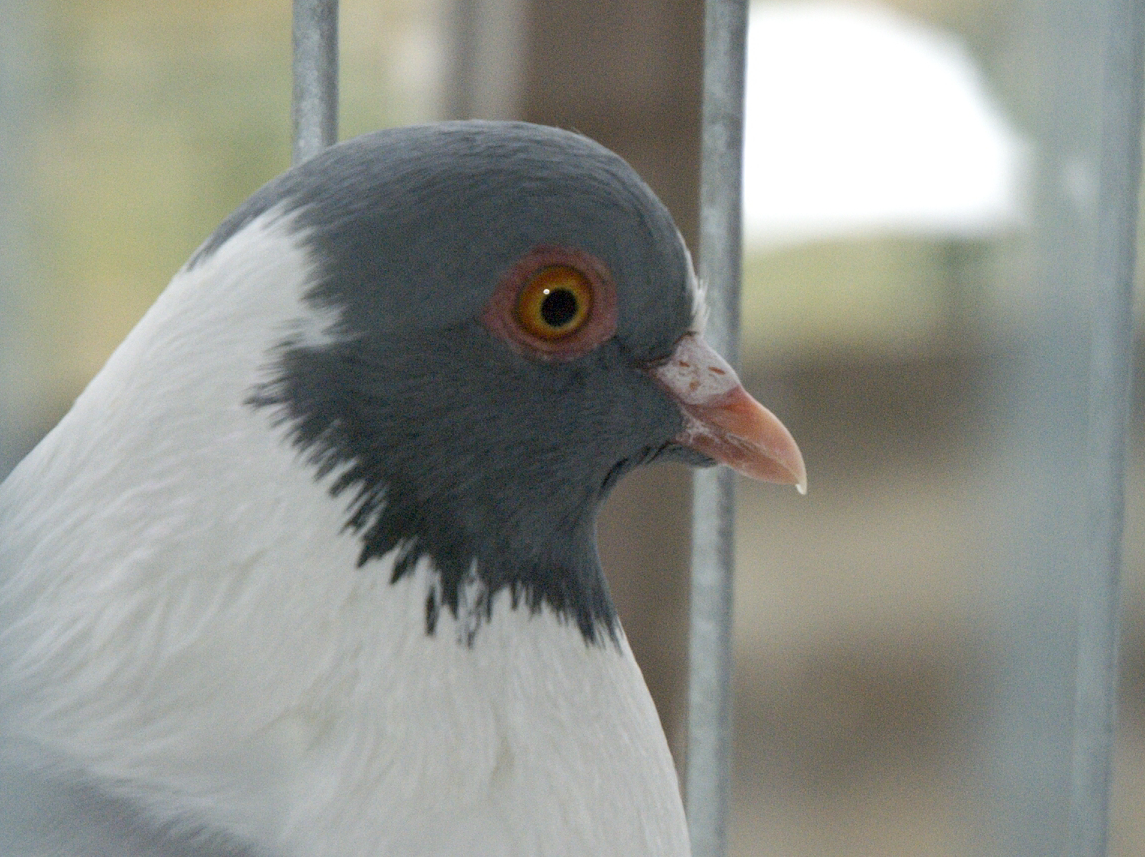
Gros plan sur la tête d'un Kanik.

C'est un pigeon trapu et robuste, semblable à un pigeon de campagne. Sa tête est ronde et lisse, aux yeux rouge-orangé et le tour de l’œil rouge. Un cou fort sur une poitrine large. Un dos large et des ailes solides couvrant celui-ci. Les pattes sont nues. De nombreux coloris sont visibles chez cette race. L'oiseau est blanc avec comme parties colorées, la tête, la bavette, le bouclier des ailes, et la queue. Entre sept et dix rémiges primaires sont blanches. Son dessin est semblable à celui du Strasser. Un début de bande blanche, partant de la base du bec jusqu'au front et semblable à une heurte, rappelle la bande que l'on retrouve chez le Poule hongrois,.

## Élevage
Le Kanik est très fécond et peu exigeant. Ils font de bons parents.

## Standard et diffusion
Son standard est géré par la Tchéquie (CZ/0021) et les oiseaux sont bagués avec une bague de 8 mm.
La race se fait connaître en Allemagne et son standard y est adopté en 1973. En France, l'oiseau est inconnu jusqu'en 1992. Son standard est également reconnu par la National Pigeon Association américaine.